# Leptogaster cylindrica
Leptogaster cylindrica là một loài ruồi trong họ Asilidae. Leptogaster cylindrica được De Geer miêu tả năm 1776.

## Hình ảnh

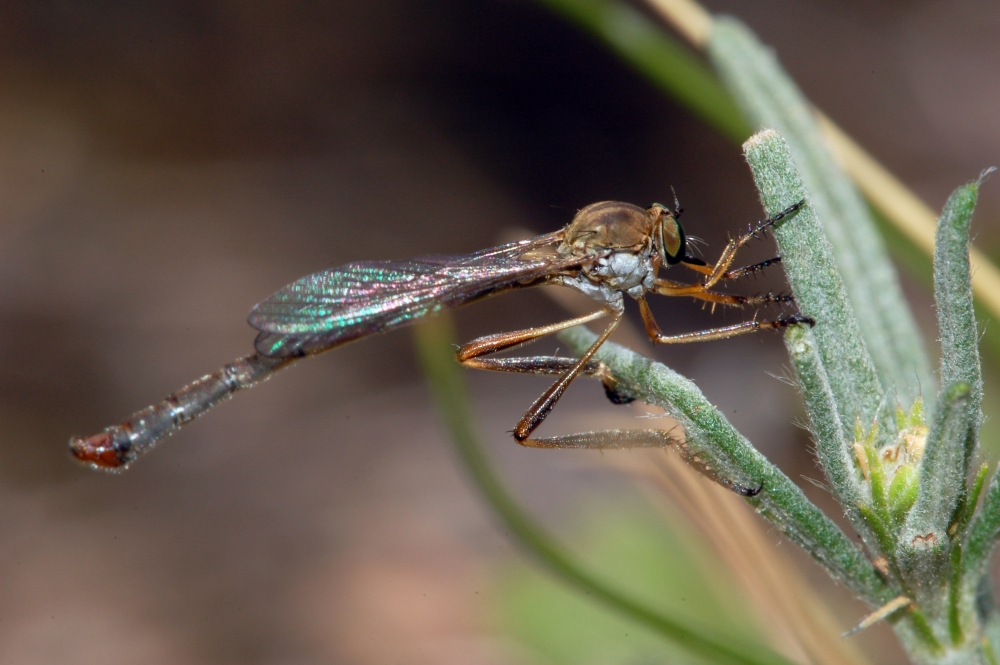
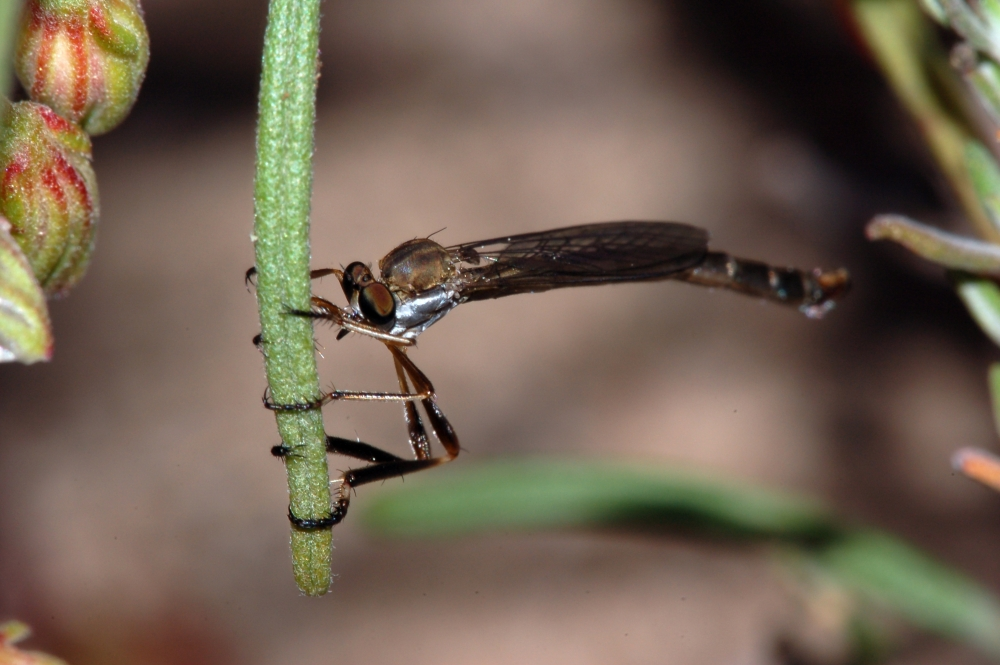
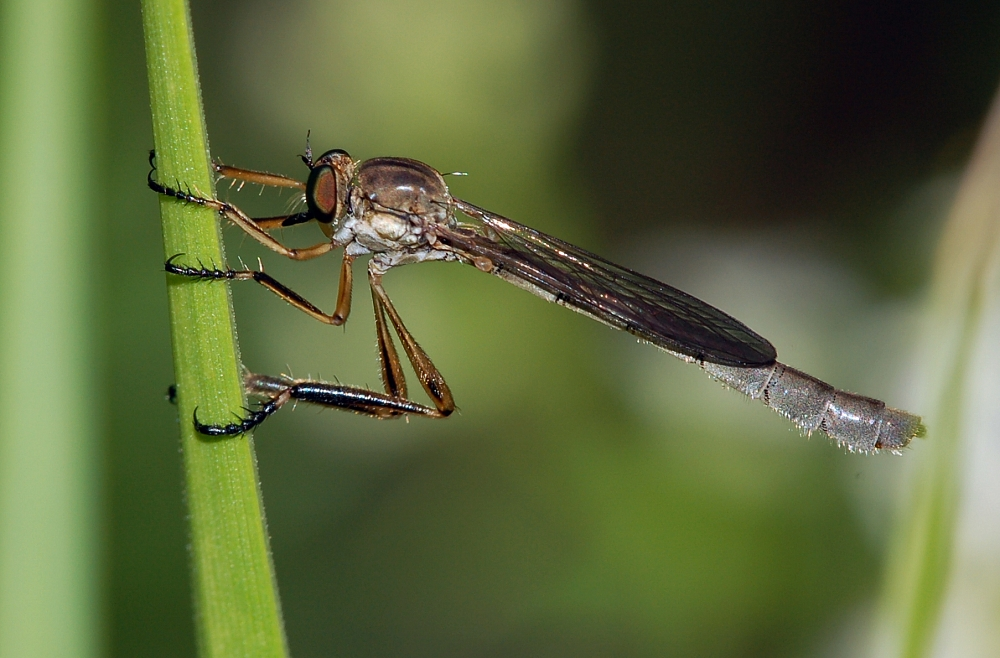